# Phyllonorycter cerasinella
Phyllonorycter cerasinella је врста ноћног лептира (мољца) из фамилије Gracillariidae.

## Опис
Адулти ове врсте су жућкасто смеђе боје. На предњим крилима има пет белих пруга, од којих пета пруга, при врху, може бити веома мала. Гусенице су жућкасте боје са светло смеђом главом. 

## Распрострањење и станиште
Врста је распрострањена од Немачке до Пиринејског полуострва , Алпа и Албаније и од Француске до Украјине и Бугарске. У Србији је забележена само на Пештерској висоравни. 

## Биологија и животни циклус
Одрасле јединке лете у две генерације годишње: од краја априла до јуна и поново у августу, активне су у сумрак. Монофагна је врста. Биљка хранитељка је Genista sagittalis. Ова врста лептира спада у тзв. лисне минере, мине су смеђе боје. Хибернира у фази ларве. Улуткава се у пролеће. 

## Синоними
- Lithocolletis cerasinella Reutti, 1852
- Lithocolletis quinquenotella Herrich-Schäffer, 1855
- Phyllonorycter quinquenotella (Herrich-Schäffer, 1855)